# Mordella compacta
Mordella compacta es una especie de coleóptero de la familia Mordellidae.

## Distribución geográfica
Habita en Madagascar.